# Mettinger und Recker Moor
Mettinger und Recker Moor este o arie protejată (arie specială de conservare — SAC, sit de importanță comunitară — SCI) din Germania întinsă pe o suprafață de 426,26 ha, integral pe uscat.

## Localizare
Centrul sitului Mettinger und Recker Moor este situat la coordonatele 52°23′06″N 7°45′00″E / 52.385°N 7.75°E.

## Înființare
Situl Mettinger und Recker Moor a fost declarat sit de importanță comunitară în august 1999 pentru a proteja un număr necunoscut de specii din flora spontană și fauna sălbatică aflate în arealul zonei. Situl a fost protejat și ca arie specială de conservare în mai 2011.

## Biodiversitate
Situată în ecoregiunea atlantică, aria protejată conține 5 habitate naturale: Pajiști umede nord-atlantice cu Erica tetralix, Pajiști uscate europene, Pajiști cu Molinia pe soluri calcaroase, turboase sau argilos-nămoloase (Molinion caeruleae), Mlaștini oligotrofe degradate, capabile încă de regenerare naturală, Mlaștini împădurite.
La baza desemnării sitului se află un număr nedeclarat de specii protejate.
Pe lângă speciile protejate, pe teritoriul sitului au mai fost identificate 4 specii de plante, 1 specie de amfibieni.